# Maher Zdiri
Maher Zdiri (ur. 5 września 1970 w Tunisie) – piłkarz tunezyjski grający na pozycji pomocnika. W swojej karierze rozegrał 10 meczów w reprezentacji Tunezji.

## Kariera klubowa
Swoją karierę piłkarską Zdiri rozpoczął w klubie Espérance Tunis. W 1987 roku zadebiutował w nim w pierwszej lidze tunezyjskiej. Grał w nim do końca sezonu 1990/1991. W latach 1988, 1989 i 1991 wywalczył z nim trzy mistrzostwa Tunezji. Zdobył też dwa Puchary Tunezji (1989, 1991).
W 1991 roku Zdiri przeszedł do Club Africain. W Club Africain występował przez dziesięć sezonów. Wywalczył z nim dwa tytuły mistrza kraju (1992, 1996) oraz wygrał trzy puchary kraju (1992, 1998, 2000), Afrykański Puchar Zdobywców Pucharów (1995), Arabską Ligę Mistrzów (1997) i Puchar Afroazjatycki (1992). W latach 2001–2005 występował w Olympique Béja, w którym zakończył karierę.

## Kariera reprezentacyjna
W reprezentacji Tunezji Zdiri zadebiutował w 1993 roku. W 1998 roku został powołany do kadry Tunezji na Puchar Narodów Afryki 1998. Wystąpił na nim w jednym meczu, z Demokratyczną Republiką Konga (2:1). Od 1993 do 1998 roku rozegrał w kadrze narodowej 10 meczów.